# Pierre-Alain Flotiront
Pierre-Alain Flotiront né le 29 mars 1958, est un joueur professionnel suisse de hockey sur glace.

## Carrière en club
- 1974-1984 : HC Bienne (LNB et LNA)
- 1985-1987 : CP Berne (LNB et LNA)
- 1987-1989 : HC Sierre (LNB et LNA)
- 1989-1991 : HC Olten (LNA)
- 1991-1993 : SC Langnau Tigers (LNB et 1re ligue)

## Palmarès
- Champion de Suisse de LNB en 1975 avec le HC Bienne
- Champion de Suisse de LNA en 1978, 1981 et 1983 avec le HC Bienne